# Liste des monuments historiques de l'Hérault
Cet article recense les monuments historiques de l'Hérault, en France.
- Pour les monuments historiques de la commune de Béziers, voir la liste des monuments historiques de Béziers ;
- Pour les monuments historiques de la commune de Montpellier, voir la liste des monuments historiques de Montpellier ;
- Pour les monuments historiques de la commune de Pézenas, voir la liste des monuments historiques de Pézenas.

## Statistiques
Au 21 juillet 2025, l'Hérault compte 611 édifices comportant au moins une protection au titre des monuments historiques, dont 184 sont classés et 454 sont inscrits. Le total des monuments classés et inscrits est supérieur au nombre total de monuments protégés car plusieurs d'entre eux sont à la fois classés et inscrits.

## Liste
La page globale est divisée en deux parties pour des raisons techniques de dimensions :
- communes débutant de A à L : liste des monuments historiques de l'Hérault (A-L) :
  - Liste des monuments historiques de Béziers.
- communes débutant de M à Z : liste des monuments historiques de l'Hérault (M-Z) :
  - Liste des monuments historiques de Montpellier ;
  - Liste des monuments historiques de Pézenas.